# Exame
Exame est un magazine bimensuel spécialisé dans l'économie, les affaires, la politique et la technologie publié par Editora Abril, à São Paulo, au Brésil,. Il rapporte des nouvelles, des critiques et des conseils sur les affaires, les ventes, les investissements, l'économie, l'environnement, la technologie et le marketing.
Lancé en 1967, c'est le premier magazine d'affaires au Brésil. Exame a un tirage d'environ 200 000 exemplaires avec 160 000 abonnés. 70 journalistes, graphistes, réviseurs et photographes travaillent pour le journal. Son siège social est situé à São Paulo avec des bureaux à Rio de Janeiro, Brasilia et New York.
Une publication avec le même titre est publiée sous la licence de Editora Abril en Angola. Des revues d'affaires avec le même titre existent aussi au Portugal, mais elles y sont publiées par Impresa à Lisbonne et au Mozambique.